# Szembesítés (tévéjáték)
A Szembesítés Pintér Tamás azonos című novellája alapján készült tévéjáték, amelyet 1969. szeptember 13-án mutatott be a Magyar Televízió. Kern András rendezte, operatőre Edelényi János volt. A rendező játszott is a filmben, rajta kívül még Detre Annamária és Verebes István kapott szerepet. Mind a négyen főiskolai hallgatók voltak.
A novella először a Budapesti KISZ-életben, majd az író 1967-ben a Szépirodalmi Könyvkiadónál kiadott kötetében, a Halálos twistben jelent meg. Az írásból a Magyar Televízió KISZ-filmstúdiója készített filmet, amelyet Szinetár Miklós irányított. A stúdió célja az volt, hogy lehetőséget biztosítson fiatal film- és színművészeknek arra, hogy filmet készítsenek. A Szembesítés volt az első tévéfilm, amelyet a stúdió elkészített.

## Cselekménye
|  | Alább a cselekmény részletei következnek! |

A tévéjátéknak három szereplője van, egy, az önbizalomtól kicsattanó leendő külkereskedő, barátnője, egy félénk és bizonytalan lány, valamint egy fiatalember. A pár a fiú szentendrei hétvégi házába tart, hogy először legyenek együtt. Amikor a sötétben odaérnek, kiderül, hogy valaki behúzódott az épületbe. Érkezésükkor az idegen, holmijait hátrahagyva, elmenekül. Mindkettőjüket felzaklatja, hogy a férfi ideiglenesen beköltözött a házba, és a feszültség kihozza a közöttük lévő személyiségbeli különbségeket. Másnap reggel az idegen a kertben várja őket. A beképzelt háztulajdonos a rendőrséggel fenyegetőzik, a fiatalember pedig azzal védekezik, hogy csak az eső elől húzódott az üresen álló házba. A lány az éjszaka történtek és a két férfi vitájából rájön, hogy választottja nem megfelelő partner a számára.
|  | Itt a vége a cselekmény részletezésének! |

## Szereposztás
| Szereplő | Színész         |
| -------- | --------------- |
| Fiú      | Verebes István  |
| Lány     | Detre Annamária |
| Idegen   | Kern András     |